# Понжервиль, Жан-Батист Эме Сансон де
Жан-Батист Эме Сансон де Понжервиль (1792—1870) — французский поэт, член Французской академии.
Переводил Лукреция («La nature des choses», в стихах — 1823, в прозе — 1829), Овидия («Amours mythologiques», 1827), Мильтона («Le Paradis perdu», 1838, много изд.), Вергилия («Enéide», 1846). Написал много «Epitres» и стихотворений на разные события, в классическом стиле XVIII в.